# Pascual Santacruz
Pascual Santacruz Revuelta (Barcelona, 1871-Córdoba, 1953) fue un escritor, abogado y periodista español.

## Biografía
Habría nacido el 16 de abril de 1871 en Barcelona.
Colaborador de La Provincia (Huelva, 1903), publicó obras como Clínicas de la Historia (psicología nacional), Ciencia antigua y nueva, la novela Nobleza obliga, Plagas contemporáneas, crítica y sátira (1908), Del teatro de la vida, novelas cortas y Relámpagos de pensamientos (Málaga, 1910). En la revista La España Moderna contribuyó con textos como «El carácter del pueblo español» (1904, julio) y «El siglo de los marimachos» (1907, noviembre). Contemporáneamente ha recibido calificaciones como la de «misógino radical», en relación con sus textos críticos con el movimiento feminista. En 1926 publicó España sobre todo. Páginas patrióticas para la infancia.
La muerte de Santacruz, que el 1 de enero de 1940 leyó su discurso de ingreso en la Real Academia de Córdoba, tuvo lugar en dicha ciudad andaluza el 22 de mayo de 1953.